# Aeropuerto de General Pico
El Aeropuerto de General Pico (FAA: GPO - IATA: GPO - OACI: SAZG), es un aeropuerto internacional que se encuentra ubicado a unos 5 km hacia el Sur del centro de General Pico, en la Provincia de La Pampa, Argentina.

## Accesos
Al aeropuerto se accede por la ruta provincial 1, Acceso Héctor J. Gandini (L6360) y sus coordenadas son latitud 35° 41' 21" S y longitud 63° 45' 30" O.

## Infraestructura
El área total del predio es de 120 ha aproximadamente y su categoría OACI es 4D.
- Pistas:
  - Longitud: 2.350 metros
  - Ancho: 45 metros
  - Superficie: 105.750 m²
- Calles de rodaje: 11.960 m²
- Plataformas: 6.848 m²
- Terminal de pasajeros: 124 m²
- Hangares: 2.880 m²
- Mantenimiento de aeronaves: 504 m²
- Estacionamiento vehicular: 350 m² (32 vehículos)

## Historia
El 15 de septiembre de 1944 se iniciaron las actividades como aeroclub, hasta el 15 de enero de 1950, en que adquirió la categoría de aeródromo. Durante ese mismo año se instaló Meteorología.
El 2 de febrero de 1950 recibió el primer vuelo comercial de Aerolíneas Argentinas, que salía de Morón, General Pico, Mendoza y San Miguel de Tucumán. Existían dos pistas de tierra, balizadas con bochones de querosén.
En julio de 1964 se instaló el servicio de combustible JP-1.
Se dio comienzo a la pavimentación de la pista 16/34 en junio de 1975.
Recién en el año 1977 se instalaron los vuelos comerciales de Austral, LAPA y LAER.
Hacia 1980 se construyó la torre de control, y en 1984 se instaló la radio baliza interna de cabecera 34.

## Aerolíneas que dejaron de operar
- Sol Líneas Aéreas (Buenos Aires-Aeroparque, Santa Rosa, Rosario)